# 小林徹夫
小林 徹夫（こばやし てつお、1971年4月13日 - ）は、九州朝日放送（KBC）の元アナウンサー。千葉県我孫子市出身。

## 来歴
千葉県我孫子市出身。日本大学法学部を卒業後、1995年4月に東北放送（TBC）へアナウンサーとして入社。スポーツ中継などで活躍する。
2001年4月に九州朝日放送に中途入社。入社後は、スポーツアナウンサーやラジオパーソナリティとして活動している。
ラジオ実況は2024年5月で終了。テレビ実況も2024年6月13日BS朝日での福岡ソフトバンクホークス対阪神タイガース戦を最後に出演なし。

## エピソード
- TBC時代、テレビのローカルニュースに遅刻したことがあり、画面には誰もいない報道スタジオが映し出されるというハプニングがあった。なんとか駆け足でスタジオに向かい放送に穴をあけることは無かったが、後日この映像がTBSの「ハプニング大賞」に取り上げられた。
- 同じくTBC時代、ラジオの生番組でマイクを切り忘れて、トークバックで話している話を流してしまった。しかも複数回もやったことから、後に始末書などの処分を受けたという。
- 同じくTBC時代、当時放送されていたTBS系列の全国ネット番組「そこが知りたい」のアナウンサー特集で彼が取り上げられた。彼の当時の主なレギュラー番組はテレビの夕方ワイドの中継コーナーくらいの駆け出しアナウンサーで、その時上司からJNN・JRN（TBSラジオ系列）のスポーツアナウンサー研修に行くようにとの業務命令が下された。そして研修会場の東京ドームに向かい、野球実況の練習が行われたのだが、その後TBS本社で行われた反省会で、TBSのベテランスポーツアナウンサーからダメ出しを受けてしまった。
  - その際、彼は「いやぁ、野球ってあんまり見ないんですよねぇ。どちらかというとテレビはバラエティ番組ばっかり見ていて、バラエティ系のアナウンサーになりたいんですよね」と語っていた。
- スポーツ実況の経験者を募集していたKBCの中途採用試験を経て、2001年に同局へ移籍。主にプロ野球中継を担当。地元球団の福岡ソフトバンクホークスが制覇した2011年の日本シリーズ中継で、日本一決定の瞬間を初めて実況した[2]。プロ野球以外では、2017年・2018年に朝日放送→朝日放送ラジオ・朝日放送テレビ[注 3]が制作する全国高校野球選手権大会中継へラジオ・テレビ向けの実況要員として派遣されるなど、2018年シーズンまでスポーツアナウンサーとして活動していた。
- KBCラジオが2019年4月改編で冠番組『小林徹夫のアサデス。ラジオ』（平日早朝の生ワイド番組）の放送を開始したこと[3]に伴って、同年3月29日に福岡ソフトバンクホークスのレギュラーシーズン開幕戦（福岡ヤフオクドームの対埼玉西武ライオンズ戦）ラジオ中継を実況したこと[注 4]を最後に、スポーツ中継の担当を一旦離れた[注 5]。ただし、以降のソフトバンク戦中継にも、ゲスト扱い（副音声含む）で登場することがあった。2021年12月5日KBCラジオ放送分の第75回福岡国際マラソンの11.5km地点で一日限定でマラソン実況復帰。2022年2月17日の放送にて2月24日をもってアサデス。ラジオを卒業、2022年シーズンからのプロ野球中継への実況復帰（テレビ、ラジオ共に）を発表。ラジオでは5月4日の対オリックス戦、テレビでは6月12日の対東京ヤクルト戦（当日はタカガールデー）にてそれぞれ実況復帰した。（ベンチリポート担当は4月より復帰済み）また、同年からアナウンス部長に就任した田上和延に変わってディレクター業も兼務しており、後述のラジオ番組が終了した2022年12月以降はアナウンス部所属ではあるがスポーツ中継への出演が中心で、それ以外のテレビ、ラジオの出演はほぼ皆無である。（担当者休演時のピンチヒッターを含む。但しテレビ、ラジオの定時ニュースは不定期で担当する場合あり）
- 同い年であるKBCアナウンサーの宮本啓丞には『こばやん』という愛称で呼ばれている。

## 出演番組

### TBC時代の出演番組
スポーツ中継（ラジオorテレビ）
- TBCダイナミックナイター（プロ野球中継。宮城球場でのナイトゲーム中継のリポーター）
- サッカー中継
  - ブランメル仙台（JFL）→ベガルタ仙台（J2）戦中継（テレビ）

テレビ
- ただいまワイド
- TBCニュースウェーブ

### KBC移籍後の出演番組
スポーツ中継（ラジオorテレビ）
- 全国高校野球選手権大会中継（朝日放送→朝日放送ラジオ・朝日放送テレビ[注 3]制作、ラジオ・テレビとも担当） - 実況・インタビュアー
  - 2017年・2018年の全国大会期間中に派遣[注 6]
- 全国高等学校野球選手権大分大会（大分朝日放送）[注 7]
- プロ野球中継[注 8]
  - KBCホークスナイター（ラジオ。2001年7月14日のダイエー対日本ハム戦より実況担当[注 9]）
  - スーパーベースボール（テレビ朝日系列。2019年3月19日にBS朝日で放送されたソフトバンク対巨人オープン戦まで、（前述のラジオパーソナリティ就任の為）KBC制作分を担当[注 10]前述通り2022年6月12日放送分から復帰）
- 陸上競技中継
  - 福岡国際マラソン（KBC入社後の2001年から2018年迄メイン実況など担当。前述通り2021年はラジオで、2022年はテレビの中継車実況を担当）
- GOGO競馬サンデー!ダイナミックジョッキー（ラジオの中央競馬中継。2018年終了）

テレビ
- KBCニュース（不定期）
- Touch（金曜日のみ。但し不定期の出演）

ラジオ
- 居酒屋 清子（木曜 19時00分 - 22時00分）
- 小林徹夫のアサデス。ラジオ（2019年4月1日：月 - 金曜 6時30分 - 9時30分、2020年10月 - 2021年3月：6時30分 - 9時00分、2021年3月29日 - 9月30日：月 - 木曜 6時00分 - 12時45分、2021年10月4日 - 2022年2月24日： 月 - 木曜 6時00分 - 9時00分）
- KBC朝日新聞ニュース（不定期）
- ダック技研Presents北村晃一のイマジネーションゴルフ（2022年4月〜12月：土曜日6時25分-）